# Adenoviroze
Adenovirozele reprezintă un grup de boli infecțioase acute, generate de adenovirusuri, care se caracterizează prin afectarea țesutului limfoid și a mucoaselor căilor respiratorii, ochilor, intestinului. Se manifestă prin rinită, faringită, conjunctivită, bronșită, pneumonie interstițială, gastroenterită și limfadenită mezenterică.

## Etiologie
Adenovirusurile sunt virusuri ADN complexe, care aparțin genului Mastadenorus, cu diametrul cuprins între 70 și 80 nm. Adenovirusurile au o morfologie caracteristică, fiind alcatuite dintr-un schelet icosaedric compus din 20 de fațete triunghiulare echilaterale și 12 vârfuri. Membrana proteică (capsida) este compusă din subunități hexonice, cu determinanți antigenici specifici de grup și de tip, precum și din subunități pentonice, ce conțin la nivelul fiecărui vârf antigene specifice de grup. Din fiecare penton se proiectează o prelungire cu o protuberanță la capăt, ce conține antigene specifice de tip și de grup. Adenovirusurile se împart în 6 subgrupe (de la A la F), pe baza omologiei genomului de ADN și a altor proprietăți. Genomul adenovirusului este alcătuit din ADN liniar, dublu-catenar, ce codifică polipeptide structurale și nestructurale. Se cunosc aproximativ 90 serotipuri de adenovirusuri, dintre care 30 sunt izolate de la om. Adenovirusul este destul de rezistent în condițiile mediului extern, inclusiv la acțiunea antibioticelor și solvenților organici. Virusurile de acest tip produc modificări citopatogenetice. Ele supraviețuiesc timp îndelungat în apa bazinelor de înot și rezistă aproximativ 2 săptămâni la temperatura camerei și pe instrumentele medicale.

## Epidemiologie
Adenovirusurile sunt răspândite pe o arie întinsă. Epidemiile adenovirale apar nu numai în sezonul rece, dar frecvent și vara, sub formă de faringită sau conjunctivită, fiind favorizate de condițiile sezonului cald (înotul în piscine sau aflarea în taberele de vară). Acestea au un caracter trenant, dezvoltându-se timp de câteva săptămâni, în colectivitățile de copii sau tineri. Adenovirusurile sunt responsabile de 3% până la 5% din infecțiile acute la copii, reprezentând mai puțin de 2% din afecțiunile respiratorii la adulți. Aproape 100% dintre adulți prezintă anticorpi serici împotriva mai multor serotipuri, ceea ce indică faptul că infecția apare foarte des în copilărie. Sursa de infecție este bolnavul cu diverse forme de infecție adenovirală sau purtătorul de virus. Mecanismul de transmitere este aerogen, prin inhalarea aerosolilor care conțin virusul, prin picături de secreție nazofaringiană și secreții conjunctivale. Transmiterea infecției cu adenovirus se poate realiza și prin inocularea conjunctivală a virusului și, probabil, pe cale fecal-orală. Infecția conjunctivală se transmite atât pe cale aerogenă, cât și prin contact direct (mâini contaminate) sau indirect (obiecte contaminate). Protecția împotriva infectării cu același serotip este conferită de anticorpii care apar în general după infecție.

## Patogenie
Adenovirusurile pătrund în organism pe cale respiratorie (cel mai frecvent ), conjunctivală sau digestivă, provocând procese inflamatorii ale organelor implicate. Adenovirusul se reproduce doar în celulele lezate, preponderent în nucleu. El se acumulează în celulele epiteliale și în țesutul limfoid. Ulterior, adenovirusul pătrunde în circuitul sanguin, provocând inflamația mucoaselor și apariția conjunctivitei, și în alte organe, determinând procese inflamatorii la diferite niveluri ale organismului.

## Tabloul clinic
Adenovirusurile cauzează apariția unei varietăți de sindroame clinice. Cel mai frecvent se manifestă ca o infecție acută a căilor respiratorii superioare, cu o rinită pronunțată. Uneori, pot apărea afecțiuni ale căilor respiratorii inferioare, inclusiv bronșite și pneumonii. Perioada de incubație (de la pătrunderea virusului în organism până la primul simptom al bolii) durează 1-13 zile. Debutul bolii este acut, apar frisoane, cefalee, dureri în oase, articulații și mușchi. La 2-3 zile de la debut, temperatura se ridică până la 38-39 °C. Apare congestia nazală, dureri în gât, tuse, față hiperemiată, conjunctivită, însoțită de dureri oculare, secreții abundente, hiperemia conjuctivei și fotofobie. În general, boala durează de la 1 până la 2 săptămâni și se remite spontan. La unii bolnavi, din primele zile ale bolii apar dureri în epigastru, grețuri, vomă, anorexie, hepatomegalie, slăbiciune și somnolență. Adenovirusuri au fost depistate și în cazuri de tuse convulsivă, cu sau fără izolarea unei Bordetelle pertussis; semnificația adenovirusului în această boală este necunoscută. Adenovirusurile pot provoca și apariția unor boli în afara tractului respirator, precum boala diareică acută la copilul mic, generată de adenovirusurile tip 40 și 41, și cistita hemoragică, cauzată de adenovirusurile 11 și 21. Kerato-conjunctivita epidemică, determinată cel mai frecvent de adenovirusurile 8, 19 și 37, se consideră că are ca sursă de contaminare soluțiile oftalmologice și prosoapele. Adenovirusurile sunt responsabile de apariția pneumoniei la pacienții imunosupresați.

## Diagnosticul paraclinic
Infecțiile adenovirale trebuie luate în considerare în zonele epidemiologice specifice apariției detresei respiratorii acute, precum și în anumite sindroame clinice, cum ar fi febra faringo-conjunctivală și kerato-conjunctivita epidemică. Deseori, adenovirozele sunt dificil de diferențiat de alte infecții cauzate de diverși agenți virali sau de Mycoplasma pneumoniae. Diagnosticul infecției cu adenovirus se stabilește pe baza culturilor de laborator, sau prin identificarea virusului în conjunctivă, fie în orofaringe, fie în spută, urină și fecale. Virusul poate fi identificat în cultura tisulară prin modificările citopatice și indeosebi prin imunofluorescență sau alte tehnici imunologice. Tipurile 40 și 41 de adenorus, responsabile de apariția bolii diareice la copil, necesită pentru izolare culturi speciale de țesuturi; aceste serotipuri sunt cel mai frecvent identificate prin examenul direct ELISA al fecalelor. Creșteri ale nivelului anticorpilor serici pot fi evidențiate prin teste de fixare a complementului, neutralizare, ELISA sau radioimunologice. Testul de inhibare a hemaglutinării poate fi, de asemenea, efectuat pentru identificarea adenovirusurilor ce determină hemaglutinarea celulelor roșii.

## Complicații
Cel mai frecvent, pot surveni otite, sinuzite, amigdalite, bronșite și pneumonii.

## Tratament
Se recomandă administrarea preparatelor hiposensibilizante, vitaminelor, în formele de gravitate medie și severă-imunoglobuline(gama-globulină). În scopul detoxifierii organismului, se recomandă perfuzii cu dextrani și soluții de cristaloide. Intranazal se aplică unguent de Oxolină de 0,25% sau unguent de Tebrofen de 0,25%. În conjunctivitele virale se recomandă picături oftalmice cu Dezoxiribonuclează, soluție de 0,05%, sau Sulfacetamidă, soluție de 20-30%, câte 1-2 picături. Antibioticele și sulfamidele se prescriu numai în complicații bacteriene.

## Prevenție
Nu se cunoaște dacă administrarea profilactică de imunoglobuline poate preveni apariția bolii. Pacienților imunocompromiși li se pot administra imunoglobuline intravenoase pentru a atenua evoluția bolii. Se recomandă izolarea persoanelor infectate, spălarea mâinilor și dezinfecția instrumentelor și mediului, cele mai importante măsuri de profilaxie.